# Silent Scope
Silent Scope est un jeu vidéo de tir développé et édité par Konami. Ce jeu est sorti en novembre 2000 sur Dreamcast et PlayStation 2 après avoir connu le succès sur borne d'arcade (1999) en proposant au joueur de jouer avec un fusil à lunette.
Les versions consoles étant dépourvues d'un tel accessoire, l'intérêt du jeu s'en trouvait amoindri.
On retrouve également ce jeu sur Xbox dans la  compilation, Silent Scope Complete. Une version Game Boy Advance a même été réalisée en 2003 et le jeu est aussi prévu sur iPhone courant 2009.

## Accueil
- Jeuxvideo.com : 13/20 (DC/PS2)[1] - 14/20 (GBA)[2]